# Centro de Convenciones de Yakarta
El Centro de Convenciones de Yakarta se encuentra en el Complejo deportivo Gelora Bung Karno, Tanah Abang, en el centro de Yakarta, en el país asiático de Indonesia. Cuenta con un salón de plenos que tiene 5.000 asientos, JCC también tiene un salón de actos con una superficie de 3.921 m². El espacio tiene además 13 diferentes salas de reuniones con diferente tamaño. JCC está conectado a The Sultan Hotel & Residence Yakarta (antes Jakarta Hilton International) por un túnel subterráneo. El túnel tiene pasillos móviles y tiene aire acondicionado.